# Planetario de Montreal
El Planetario de Montreal (en francés: Planétarium de Montréal), antiguamente conocido como Planetario Dow (en francés: Planétarium Dow), fue un museo educativo, cultural y científico de Montreal, Quebec, que tuvo por objetivo sensibilizar a la población sobre las ciencias de la naturaleza y de la naturaleza misma, particularmente en el campo de la astronomía.
Se inauguró el 1 de abril de 1966, algunos meses antes de la Exposición Universal de Montreal, por el alcalde de la época, Jean Drapeau, en compañía del principal colaborador, Pierre Gendron y se mantuvo operativo durante 45 años hasta su cierre, el 10 de octubre de 2011. 

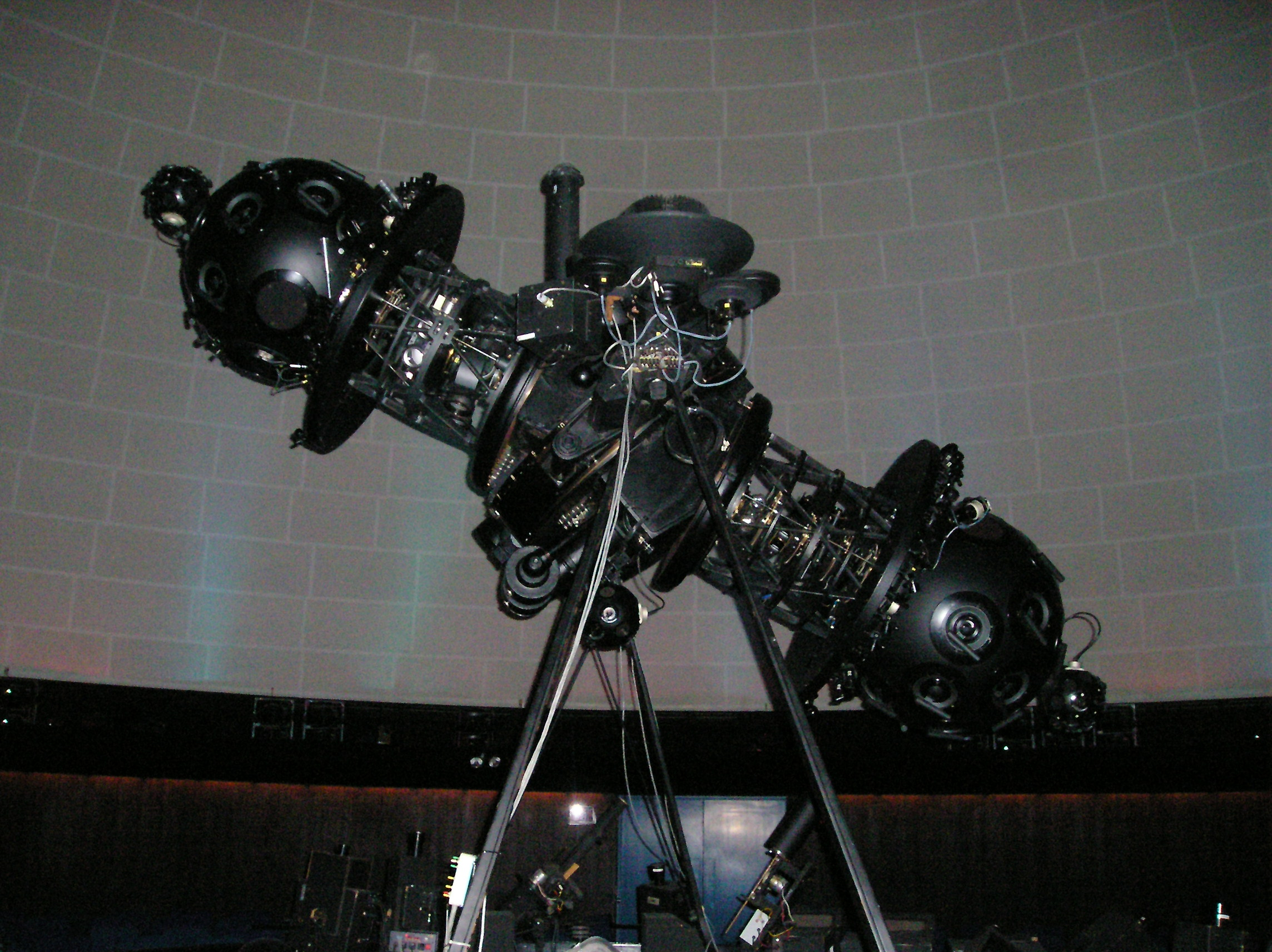
Proyector Marca Zeiss del Planetario de Montreal.

Desde su inauguración, el planetario recibió más de seis millones de visitantes y llevó a cabo cerca de 60.000 espectáculos.
Fue uno de los cuatro Muséums Nature de Montréal (Museos Naturaleza de Montreal), junto con el Biodôme, el Jardín Botánico y el Insectarium.
Fue sustituido por el Planetario Rio Tinto Alcan, que está ubicado en las adyacencias del Biodome de Montreal y que fue inaugurado en el año 2013.